# 王禪
王禪（？—1328年12月26日），元朝宗室，曾祖父太子真金，祖父甘麻剌，父亲松山，叔父元泰定帝。 
元英宗即位，封云南王，继其父任出镇云南。泰定帝即位，诏赴阙廷。泰定元年（1324年），赐车、帐、驼、马。十月，进封梁王，食益阳州六万五千户，以其子帖木儿不花袭封云南王，代他镇云南。三年（1326年），命他与武宁王彻彻秃镇抚北边。致和元年（1328年），泰定帝崩，奔丧上都，后拥立皇太子阿速吉八为元天顺帝。八月，与丞相塔失帖木儿等分兵讨大都元文宗。九月，与燕铁木儿弟撒敦在榆林交战而战败。分兵袭破居庸关，前锋与燕铁木儿战于榆河，塔失帖木儿逗遛不进，王禅大败。天曆元年十一月二十五日（1328年12月26日），被文宗所杀。天曆三年二月二十三日（1330年3月12日），流放帖木儿不花等到吉阳军。

## 资料来源
- 《元史·宗室世系表》
- 《新元史》